# Río Garabí
El río Garabí (en guaraní: Garavi) es un curso de agua de la Provincia de Corrientes, Argentina que desagua en el río Uruguay.
El mismo nace cerca de la localidad de Playadito, en el departamento de Santo Tomé y que con rumbo sureste se dirige hasta desembocar en el río Uruguay aguas abajo de la localidad de Garruchos.

## Toponimia
El rio lleva el nombre de un cacique guaraní.
- Datos: Q6115152